# Landtagswahlkreis Greifswald
Der Landtagswahlkreis Greifswald ist ein Landtagswahlkreis in Mecklenburg-Vorpommern. Sein Gebiet ist identisch mit dem der Hansestadt Greifswald.

## Wahl 2021
Bei der Landtagswahl in Mecklenburg-Vorpommern 2021 gab es in diesem Wahlkreis folgendes Ergebnis:
| Partei               | Direktkandidat        | Erststimmen      | Zweitstimmen     |
| -------------------- | --------------------- | ---------------- | ---------------- |
| SPD                  | Christian Pegel       | 29,9 %           | 33,5 %           |
| AfD                  | Jörg Valentin         | 13,1 %           | 12,4 %           |
| CDU                  | Michael Sack          | 15,7 %           | 12,5 %           |
| Die LINKE            | Daniel Seiffert       | 10,1 %           | 9,9 %            |
| GRÜNE                | Hannes Damm           | 14,6 %           | 14,4 %           |
| FDP                  | David Wulff           | 7,0 %            | 6,9 %            |
| NPD                  | –                     | –                | 0,4 %            |
| Tierschutzpartei     | Christoph Volkenand   | 4,3 %            | 3,5 %            |
| Freier Horizont      | –                     | –                | 0,1 %            |
| Die PARTEI           | Lea Alexandra Siewert | 1,9 %            | 1,4 %            |
| FREIE WÄHLER         | Bodo Kappek           | 1,2 %            | 0,8 %            |
| PIRATEN              | –                     | –                | 0,4 %            |
| LKR                  | –                     | –                | 0,0 %            |
| DKP                  | –                     | –                | 0,1 %            |
| Bündnis C            | –                     | –                | 0,1 %            |
| TIERSCHUTZ hier!     | –                     | –                | 0,3 %            |
| dieBasis             | Martin Klein          | 1,6 %            | 1,4 %            |
| DiB                  | –                     | –                | 0,1 %            |
| FPA                  | Luca Piwodda          | 0,4 %            | 0,2 %            |
| ÖDP                  | –                     | –                | 0,3 %            |
| Die Humanisten       | –                     | –                | 0,3 %            |
| Gesundheitsforschung | –                     | 0,3 %            | 0,3 %            |
| Team Todenhöfer      | –                     | –                | 0,3 %            |
| UNABHÄNGIGE          | –                     | –                | 0,2 %            |
| Wahlberechtigte      | 45.611 Einwohner      | 45.611 Einwohner | 45.611 Einwohner |
| Wahlbeteiligung      | 72,1 %                | 72,1 %           | 72,1 %           |

## Wahl 2016
Bei der Landtagswahl in Mecklenburg-Vorpommern 2016 gab es in diesem Wahlkreis folgendes Ergebnis:
| Partei           | Direktkandidat     | Erststimmen      | Zweitstimmen     |
| ---------------- | ------------------ | ---------------- | ---------------- |
| SPD              | Christian Pegel    | 28,3 %           | 27,8 %           |
| CDU              | Egbert Liskow      | 20,7 %           | 18,6 %           |
| Die LINKE        | Mignon Schwenke    | 13,6 %           | 12,9 %           |
| GRÜNE            | Ulrike Berger      | 9,4 %            | 10,3 %           |
| NPD              | –                  | –                | 1,8 %            |
| FDP              | David Wulff        | 3,7 %            | 3,9 %            |
| PIRATEN          | –                  | –                | 0,7 %            |
| FAMILIE          | –                  | –                | 0,7 %            |
| FREIE WÄHLER     | –                  | –                | 0,2 %            |
| Die PARTEI       | Björn Wieland      | 3,2 %            | 1,7 %            |
| Die Achtsamen    | –                  | –                | 0,1 %            |
| ALFA             | –                  | –                | 0,2 %            |
| AfD              | Nikolaus Kramer    | 19,9 %           | 18,7 %           |
| Bündnis C        | –                  | –                | 0,1 %            |
| DKP              | –                  | –                | 0,2 %            |
| Freier Horizont  | Norbert Schumacher | 1,2 %            | 0,5 %            |
| Tierschutzpartei | –                  | –                | 1,6 %            |
| Wahlberechtigte  | 44.999 Einwohner   | 44.999 Einwohner | 44.999 Einwohner |
| Wahlbeteiligung  | 62,3 %             | 62,3 %           | 62,3 %           |

## Wahl 2011
Bei der Landtagswahl in Mecklenburg-Vorpommern 2011 gab es folgende Ergebnisse:
| Partei          | Direktkandidat   | Erststimmen      | Zweitstimmen     |
| --------------- | ---------------- | ---------------- | ---------------- |
| SPD             | Erwin Sellering  | 41,4 %           | 27,6 %           |
| CDU             | Egbert Liskow    | 23,4 %           | 23,4 %           |
| Die LINKE       | Mignon Schwenke  | 15,0 %           | 17,3 %           |
| GRÜNE           | Ulrike Berger    | 12,2 %           | 15,8 %           |
| NPD             | Marko Müller     | 4,3 %            | 4,6 %            |
| PIRATEN         |                  |                  | 3,2 %            |
| FDP             | David Wulff      | 2,8 %            | 3,0 %            |
| FAMILIE         |                  |                  | 2,3 %            |
| FREIE WÄHLER    |                  |                  | 1,6 %            |
| Die PARTEI      |                  |                  | 0,4 %            |
| AB              |                  |                  | 0,3 %            |
| AUF             |                  |                  | 0,2 %            |
| APD             |                  |                  | 0,2 %            |
| REP             |                  |                  | 0,1 %            |
| ödp             |                  |                  | 0,1 %            |
| PBC             |                  |                  | 0,1 %            |
| Einzelbewerber  | Steven Fothke    | 1,0 %            |                  |
| Wahlberechtigte | 45.436 Einwohner | 45.436 Einwohner | 45.436 Einwohner |
| Wahlbeteiligung | 51,3 %           | 51,3 %           | 51,3 %           |

## Wahl 2006
Bei der Landtagswahl in Mecklenburg-Vorpommern 2006 gab es folgende Ergebnisse:
| Partei          | Direktkandidat   | Erststimmen      | Zweitstimmen     |
| --------------- | ---------------- | ---------------- | ---------------- |
| CDU             | Egbert Liskow    | 33,9 %           | 30,3 %           |
| SPD             | Erwin Sellering  | 27,3 %           | 24,9 %           |
| PDS             | Mignon Schwenke  | 17,8 %           | 17,8 %           |
| FDP             | Sebastian Ratjen | 8,4 %            | 10,4 %           |
| GRÜNE           | Ulrich Rose      | 6,2 %            | 7,0 %            |
| NPD             | Mario Kannenberg | 5,3 %            | 5,7 %            |
| FAMILIE         |                  |                  | 1,4 %            |
| GRAUE           |                  |                  | 0,7 %            |
| Deutschland     | Werner Radtke    | 1,1 %            | 0,6 %            |
| WASG            |                  |                  | 0,4 %            |
| AGFG            |                  |                  | 0,3 %            |
| Bündnis für M-V |                  |                  | 0,2 %            |
| AB              |                  |                  | 0,2 %            |
| PBC             |                  |                  | 0,1 %            |
| APD             |                  |                  | 0,1 %            |
| Offensive D     |                  |                  | 0,1 %            |
| Wahlberechtigte | 43.819 Einwohner | 43.819 Einwohner | 43.819 Einwohner |
| Wahlbeteiligung | 57,7 %           | 57,7 %           | 57,7 %           |

## Wahl 2002
Bei der Landtagswahl in Mecklenburg-Vorpommern 2002 gab es folgende Ergebnisse:
| Partei          | Direktkandidat     | Erststimmen      | Zweitstimmen     |
| --------------- | ------------------ | ---------------- | ---------------- |
| SPD             | Erwin Sellering    | 36,5 %           | 35,1 %           |
| CDU             | Egbert Liskow      | 35,2 %           | 33,7 %           |
| PDS             | Gerhard Bartels    | 17,5 %           | 17,1 %           |
| FDP             | Sebastian Ratjen   | 5,9 %            | 5,7 %            |
| GRÜNE           | Burkhard Senst     | 3,4 %            | 4,2 %            |
| Schill          |                    |                  | 1,4 %            |
| NPD             | Maik Spiegelmacher | 1,4 %            | 1,2 %            |
| SPASSPARTEI     |                    |                  | 0,5 %            |
| GRAUE           |                    |                  | 0,3 %            |
| Bürgerpartei MV |                    |                  | 0,3 %            |
| V.P.M.V.        |                    |                  | 0,2 %            |
| PBC             |                    |                  | 0,1 %            |
| REP             |                    |                  | 0,1 %            |
| SLP             |                    |                  | 0,0 %            |
| Wahlberechtigte | 42.827 Einwohner   | 42.827 Einwohner | 42.827 Einwohner |
| Wahlbeteiligung | 69,4 %             | 69,4 %           | 69,4 %           |

## Wahl 1998
Bei der Landtagswahl in Mecklenburg-Vorpommern 1998 gab es folgende Ergebnisse:
| Partei          | Direktkandidat   | Erststimmen      | Zweitstimmen     |
| --------------- | ---------------- | ---------------- | ---------------- |
| CDU             | Arthur König     | 36,4 %           | 33,9 %           |
| SPD             | Hinrich Kuessner | 31,9 %           | 28,5 %           |
| PDS             |                  | 25,4 %           | 24,9 %           |
| GRÜNE           |                  | 3,3 %            | 3,8 %            |
| DVU             |                  |                  | 2,8 %            |
| Pro DM          |                  |                  | 1,9 %            |
| FDP             |                  | 1,6 %            | 1,6 %            |
| NPD             |                  |                  | 0,9 %            |
| GRAUE           |                  | 1,4 %            | 0,7 %            |
| REP             |                  |                  | 0,5 %            |
| AB 2000         |                  |                  | 0,2 %            |
| BfB             |                  |                  | 0,2 %            |
| PBC             |                  |                  | 0,1 %            |
| Wahlberechtigte | 43.726 Einwohner | 43.726 Einwohner | 43.726 Einwohner |
| Wahlbeteiligung | 77,9 %           | 77,9 %           | 77,9 %           |

## Wahl 1994
Bei der Landtagswahl in Mecklenburg-Vorpommern 1994 gab es folgende Ergebnisse:
| Partei          | Direktkandidat    | Erststimmen      | Zweitstimmen |
| --------------- | ----------------- | ---------------- | ------------ |
| CDU             | Hans-Jürgen Zobel | 42,7 %           | 39,3 %       |
| PDS             |                   | 26,7 %           | 26,1 %       |
| SPD             |                   | 22,2 %           | 22,4 %       |
| GRÜNE           |                   | 4,9 %            | 4,7 %        |
| FDP             |                   | 1,9 %            | 4,1 %        |
| REP             |                   |                  | 1,0 %        |
| GRAUE           |                   | 1,6 %            | 1,0 %        |
| PASS            |                   |                  | 0,8 %        |
| NATURGESETZ     |                   |                  | 0,2 %        |
| BUMV            |                   |                  | 0,2 %        |
| NPD             |                   |                  | 0,1 %        |
| NdB             |                   |                  | 0,1 %        |
| PBC             |                   |                  | 0,1 %        |
| Wahlberechtigte | 46.204 Einwohner  | 46.204 Einwohner |              |
| Wahlbeteiligung | 71,9 %            | 71,9 %           |              |

## Wahl 1990
Die Aufteilung der Wahlkreise 1990 ist mit der späteren im Allgemeinen nicht deckungsgleich. Der Landtagswahlkreis Greifswald war jedoch mit dem heutigen Landtagswahlkreis Greifswald identisch, hatte jedoch die Wahlkreisnummer 24.
Als Direktkandidat wurde Alfred Gomolka (CDU) gewählt.
Die Zweitstimmenergebnisse 1990 waren: 46,6 % CDU; 19,2 % SPD; 16,3 % LL/PDS; 4,0 % F.D.P.; 2,7 % Bündnis 90; 1,1 % CSU; 2,9 % GRÜNE; 1,3 % LVP; 3,8 % Forum; 2,2 % Sonstige.